# Kerrie Meares
Kerrie Meares (ur. 4 września 1982 w Blackwater) – australijska kolarka torowa, dwukrotna medalistka mistrzostw świata.

## Kariera
Pierwszy sukces Kerrie Meares osiągnęła w 1999 roku, kiedy podczas mistrzostw świata juniorów zdobyła srebrny medal w wyścigu na 500 m. W tym samym roku zdobyła także brązowy medal w sprincie indywidualnym na igrzyskach Oceanii w Sydney. W 2000 roku została mistrzynią świata juniorów w wyścigu na 500 m, jednak największe sukcesy osiągnęła dwa lata później. Na mistrzostwach świata w Kopenhadze zdobyła srebrny medal w sprincie indywidualnym, ulegając tylko Białorusince Natalli Cylinskiej. Na tych samych mistrzostwach zajęła także trzecie miejsce na 500 m, za Cylinską i Nancy Contreras z Meksyku. W tym samym roku zdobyła także złote medale w obu tych konkurencjach na igrzyskach Wspólnoty Narodów w Manchesterze, a na igrzyskach Oceanii w Melbourne w 2004 roku wygrała również w keirinie. W trzech kolejnych latach zdobywała medale igrzysk Oceanii, w tym cztery złote. Na igrzyskach Wspólnoty Narodów w Melbourne w 2006 roku zdobyła brązowe medale w sprincie i wyścigu na 500 m. Ponadto wielokrotnie zdobywała medale mistrzostw kraju.
Jej młodsza siostra Anna Meares również jest kolarką.